# Овсянниково (Бабушкинский район)
Овсянниково — деревня в Бабушкинском районе Вологодской области.
Входит в состав Тимановского сельского поселения, с точки зрения административно-территориального деления — в Тимановский сельсовет.
Расстояние по автодороге до районного центра села имени Бабушкина составляет 43 км, до центра муниципального образования Тимановой Горы — 0,5 км. Ближайшие населённые пункты — Жилкино, Доркин Починок, Тиманова Гора, Березовка.
В Овсянникове был расположен памятник архитектуры дом А. Г. Вахрушевой (1884), ныне утраченный.

## История
Согласно книге «Родословие Вологодской деревни», впервые деревня упоминается в письменных источниках в 1623 г. как деревня Овсянникова Илезской волости Тотемского уезда. Населена была чёрносошными крестьянами.
В ревизской сказке за 1782 г. население деревни Овсянниково указано равным 91 человек.
Упоминается по состоянию на 1859 г. в списке населённых пунктов Вологодской губернии под номером 9829 как Овсянниково (Середняя). Приводимые там сведения:

9829. Овсянниково (Середняя), деревня казённая, расположена при рѣкѣ Турѣ, въ 70¾ верстахъ отъ уѣзднаго города; содержитъ 21 дворъ, населеніе составляютъ 77 мужчинъ и 103 женщины.
До революции, по состоянию на 1881 г., деревня административно входила в Харинскую волость Тотемского уезда.
В 1906 г, согласно «Списку лиц ... , имеющих право участвовать в Предварительном Съезде по выборам в Государственную Думу по Тотемскому уезду», в деревне Овсянниково были:
- Маслобойный завод (владелец — Василий Анфиногенович Вахрушов)[9]:16
- Маслобойный завод (владелец — Василий Иванович Сидоров)[9]:16
- Мельница (владелец — Фёдор Степанович Губин)[9]:16
- Мельница (владелец — Григорий Иванович Ивин)[9]:16

Население по данным переписи 2002 года — 111 человек (58 мужчин, 53 женщины). Преобладающая национальность — русские (99 %).